# حاجی‌آباد (خرم‌آباد)
حاجی‌آباد روستایی از توابع بخش بیرانوند شهرستان خرم‌آباد در استان لرستان ایران است.ساکنان آن مردمانی سخت کوش از طایفه سلاحورزی و از نوادگان خوانین والي لرستان می باشند. شغل اصلی آنها کشاورزی و دامداری است.. 

## جمعیت
این روستا در دهستان بیرانوند جنوبی قرار دارد و براساس سرشماری مرکز آمار ایران در سال ۱۳۸۵، جمعیت آن ۱۲۰ نفر (۲۰خانوار) بوده‌است.